# Station Butuh
Butuh is een spoorwegstation in westelijke deel van Purworejo in de Indonesische provincie Midden-Java.

## Bestemmingen
- Gaya Baru Malam Selatan: naar Station Surabaya Gubeng